# Ramal ferroviario Retiro-Tigre
El Retiro - Tigre es un ramal ferroviario de Buenos Aires que forma parte de la Línea Mitre. Es operado por la empresa estatal Trenes Argentinos Operaciones.

## Descripción
La línea parte de la Estación Retiro, ubicada en el centro de Buenos Aires y se dirige hacia norte, con una traza de casi 28 kilómetros que discurre a menos de dos kilómetros de la costa del Río de la Plata. Finaliza en el Partido de Tigre, sobre la costa del Río Tigre.

## Historia
El ramal fue construido por la compañía Ferrocarril del Norte de Buenos Aires. El primer tramo entre Retiro y Belgrano (en aquel entonces una zona semirrural) se inauguró en diciembre de 1862. En mayo de 1863 las vías llegaron al kilómetro 11, donde se encuentra la Avenida General Paz, límite entre la ciudad y la Provincia de Buenos Aires.
El Ferrocarril del Norte fue adquirido por el Ferrocarril Central Argentino en 1889.
A mediados de la década del 60, fue clausurado el denominado Ramal del bajo, un tramo del Ramal ferroviario Retiro-Delta, entre esta última y Bartolomé Mitre. Desde entonces, la Estación Tigre C pasó a denominarse simplemente Tigre. En 1995 la Estación Tigre C fue desafectada del servicio y reemplazada por la Estación Tigre, ubicada a 300 metros. Tigre C fue reconvertida y sus instalaciones forman parte de la Estación fluvial de pasajeros Domingo Faustino Sarmiento.
Durante el año 2018 se iniciaron las obras del Viaducto Mitre, un proyecto que consistió en elevar 3.9 kilómetros de vía, desde el Paso Bajo Nivel Vehicular de la Avenida Dorrego (KM 6|0) y el Paso Bajo Nivel Vehicular de la calle Congreso (Km 10|10), además de la elevación de las estaciones Lisandro de la Torre y Belgrano "C". Entre febrero y mayo del año 2019 se redujo el servicio del ramal a causa de la finalización de la obra, teniendo como cabecera provisoria la estación Núñez. Es así que el 10 de mayo de 2019 se inaugura el viaducto, volviendo a habilitar la circulación de trenes entre Retiro y Tigre sin ninguna interrupción.

## Estaciones
| Estación                  | Kilómetro | Inauguración | Cantidad de andenes | Distrito                 | Notas |
| ------------------------- | --------- | ------------ | ------------------- | ------------------------ | --- |
| Retiro Mitre              | 0         | 1912         | 9                   | Comuna 1 (Retiro)        | Combinación con estaciones Retiro de las Líneas Belgrano, San Martín,y C y E del Subte de Buenos Aires; y Terminal de Ómnibus de Retiro. Combinación con ramales a José León Suárez y Bartolomé Mitre                  |
| Lisandro de la Torre      | 8.4       | 1916         | 2                   | Comuna 14 (Palermo)      | Estación elevada desde 2019. |
| Belgrano C                | 9.7       | 1862         | 2                   | Comuna 13 (Belgrano)     | Proximidad con Estación Juramento de la Línea D del Subte de Buenos AiresInaugurada como Alsina. Reconstruida en 1878 y elevada desde 2019                                                                             |
| Núñez                     | 11.4      | 1873         | 2                   | Comuna 13 (Núñez)        | |
| Rivadavia - De la Memoria | 12.7      | 1873         | 2                   | Comuna 13 (Núñez)        | Proximidad con Avenida General Paz (límite entre CABA y Provincia de Buenos Aires), Estación Aristóbulo del Valle de la Línea Belgrano Norte y con puente del mismo sobre el ramal. Renombrada desde 2014              |
| Vicente López             | 14.1      | 1863         | 2                   | Partido de Vicente López | |
| Olivos                    | 16        | 1863         | 2                   | Partido de Vicente López | Proximidad con Estación Libertador del Tren de la Costa y con puente del mismo sobre el ramal |
| La Lucila                 | 17.5      | 1933         | 2                   | Partido de Vicente López | |
| Martínez                  | 18.8      | 1871         | 2                   | Partido de San Isidro    | |
| Acassuso                  | 20        | 1933         | 2                   | Partido de San Isidro    | |
| San Isidro C              | 21.2      | 1863         | 2                   | Partido de San Isidro    | Proximidad con Ruta Provincial 4 |
| Beccar                    | 23        | 1933         | 2                   | Partido de San Isidro    | |
| Victoria                  | 24.4      | 1891         | 4                   | Partido de San Fernando  | Combinación con el ramal a Capilla del Señor. Proximidad con Talleres Victoria |
| Virreyes                  | 25.4      | 1938         | 2                   | Partido de San Fernando  | |
| San Fernando C            | 26.5      | 1864         | 2                   | Partido de San Fernando  | Proximidad con Estación San Fernando R del Tren de la Costa y Ruta Provincial 23. |
| Carupá                    | 27.8      |              | 2                   | Partido de San Fernando  | Inaugurada como Delta. Proximidad con Estación Canal San Fernando del Tren de la Costa y Ruta Provincial 24. Antigua cabecera del ramal a Puerto San Fernando                                                          |
| Tigre                     | 29        | 1995         | 4                   | Partido de Tigre         | Reemplazó a la Estación Tigre C (inaugurada en 1865). Proximidad con Estación Delta del Tren de la Costa, Acceso Norte Ramal Tigre, Estación fluvial de pasajeros Domingo F. Sarmiento y Río Tigre. Cabecera terminal. |